# Venoniinae
Venoniinae Lehtinen & Hippa, 1979 è una sottofamiglia di ragni appartenente alla famiglia Lycosidae.

## Caratteristiche
Sono ragni di grandezza fra piccola e media, da 3 a 6,5 millimetri. Il cefalotorace ha pars cephalica stretta e più o meno alta; non vi sono disegni di rilievo; il pattern oculare è trapezoidale.
L'opistosoma ha la colorazione di base come tutti gli altri Lycosoidea con piccole macchie bianche; possiede peli luccicanti dalla struttura minuta variabile.
Il pedipalpo ha l'embolo prossimale; l'apofisi mediana è assente o in forma di piccola membrana.
L'epigino ha una placca intera con una depressione al centro. La ragnatela è distesa, ampia. 

## Distribuzione
Gli otto generi oggi noti di questa sottofamiglia sono diffusi prevalentemente in Asia orientale, Oceania, Regione paleartica, Africa centrale e meridionale.

## Tassonomia
Attualmente, a dicembre 2021, è costituita da 8 generi:
1. Allotrochosina Roewer, 1960 - Australia occidentale, Nuovo Galles del Sud, Nuova Zelanda
2. Anomalosa Roewer, 1960 - Queensland, Nuovo Galles del Sud, Victoria
3. Aulonia C. L. Koch, 1847 - Regione paleartica
4. Passiena Thorell, 1890 - Camerun, Sudafrica, Malaysia, Thailandia, Borneo
5. Satta Lehtinen & Hippa, 1979 - Nuova Guinea
6. Trabeops Roewer, 1959 - USA, Canada
7. Trebacosa Dondale & Redner, 1981 - Francia, Ungheria, USA, Canada
8. Venonia Thorell, 1894 - Nuova Guinea, Singapore, Celebes, Malaysia, Territorio del Nord, Filippine